# 李沛深
李沛深，江蘇省揚州府泰州人，清朝政治人物、同進士出身。
光緒六年（1880年），参加庚辰科殿試，登進士三甲第21名。同年五月，著分部學習。